# Huperzia hexasticha
Huperzia hexasticha là một loài thực vật có mạch trong Họ Thạch tùng. Loài này được B. Øllg. & P.G. Windisch mô tả khoa học đầu tiên năm 1987.